# أعمال بطرس والاثني عشر
كتاب أعمال بطرس والاثني عشر هو من أحد النصوص الواردة في الأبوكريفا العهد الجديد، والتي عثر عليها في مخطوطات نجع حمادي.
يتكون النص من جزأين، حكاية رمزية ابتدائية، وشرح معرفي لاحق لمعناه. ويعتقد أن الحكاية الرمزية كانت في الأصل عملا بحد ذاتها. يرجع تاريخ النص إلى القرن الثاني أو الثالث وهو موثق باليونانية والقبطية. يدعي المؤلف أنه الحواري بطرس، وبالتالي فهي كتابة مزيفة.
تصف الحكاية الرمزية  قصة  تاجر اللؤلؤ الذي يبيع اللؤلؤ بسعر عالي، مشابهة لحكاية اللؤلؤ في إنجيل متى، (ملاحظة – لا يجب الخلط بين هذا النص وبين كتاب المورمون المقدس اللؤلؤة ذات السعر العظيم). يتجنب الأثرياء التاجر، لكن يلتف حوله الفقراء بأعداد كبيرة، واكتشفوا أن اللؤلؤة مخبأة في المدينة الأصلية للتاجر، «البوابات التسع»، بدلا من حملها معه. لذلك يجب على اللذين يرغبون بها الارتحال في رحلة مضنية إلى البوابات التسع.
اسم التاجر هو ليثارجول، والذي ترجمه النص على أنه «خفيف الوزن أو الحجر اللامع»، أي أن التاجر نفسه هو «اللؤلؤ». وفي نهاية المطاف، يكشف التاجر انه  اليسوع.